# Florentin Pogba
Florentin Peilé Pogba (Conakry, 1990. augusztus 19. –) guineai-francia labdarúgó hátvéd, az ATK Mohun Bagan FC játékosa. Ikertestvére Mathias Pogba válogatott labdarúgó.

## Sikere, díjai
- Atlanta United
  - US Open kupa: 2019
  - Campeones kupa: 2019